# Dolichopus lineatocornis
Dolichopus lineatocornis är en tvåvingeart som beskrevs av Zetterstedt 1843. Dolichopus lineatocornis ingår i släktet Dolichopus och familjen styltflugor. Enligt den finländska rödlistan är arten nära hotad i Finland. Arten är reproducerande i Sverige. Artens livsmiljö är strandängar vid sötvatten. Inga underarter finns listade i Catalogue of Life.